# Juan Bautista Alberdi (Buenos Aires)
Juan Bautista Alberdi es una localidad del partido de Leandro N. Alem, provincia de Buenos Aires en Argentina. Se ubica sobre el km 340 de la Ruta Nacional 7, a 25 km de la ciudad de Vedia, a 80 km de Junín y a 90 km de Rufino.

## Población
Cuenta con 4087 habitantes según el censo del año 2022, lo que representa un leve descenso  frente a los 4113 del censo anterior de 2010.
| Gráfica de evolución demográfica de Juan Bautista Alberdi entre 1960 y 2010 |
|                                                                             |
| Fuentes: INDEC                                                              |

## Historia

### Origen del Centro Agrícola Colonia Alberdi
El 21 de noviembre de 1872 el Gobierno de la provincia de Buenos Aires vende en 15.542 pesos a Carlos Lumb un campo en el partido de Lincoln de 8099 hectareas. Ante el escribano mayor de gobierno Antonio Iriarte. Estas tierras estaban en litigio por una compra que Diego de Alvear hizo de 108 leguas a la Provincia de Santa Fe. Por ese motivo el deslinde del campo de Lumb fue provisorio por la cuestión jurisdiccional entre ambas provincias. El 8 de octubre de 1885 el agrimensor Vinent mensura el campo de Lumb que el Departamento de Ingenieros aprueba en 1888 luego del fallo de la Corte Suprema sobre los límites definitivos entre Buenos Aires, Córdoba y Santa Fe.
En agosto de ese año, Carlos Lumb vende a Arturo Massey y Honorio Deverede las 8099 hectareas, escriturando el 6 de diciembre ante el Escribano Antonio Ramírez. El 22 de agosto de 1888 los señores Massey y Deverede solicitan formar un Centro Agrícola, conforme a la Ley del 25 de noviembre de 1887 que regía en esa materia. El 1º de octubre el gobierno concede la formación del centro, previa aceptación del proyecto de la traza por el Departamento de Ingenieros realizada el 18 de septiembre e informe favorable de la oficina de agricultura del 29 del mismo mes. El 10 de noviembre de 1888, los señores Massey y Deverede proponen al agrimensor Landoni para la mensura y subdivisión del terreno en conformidad al proyecto del señor Mañe del 28 de agosto del mismo año, aprobada por el gobierno. El plano proyectado por Mañe es aprobado por el Departamento de Ingenieros el 18 de septiembre, dejando constancia que en la mensura definitiva debía figurar una Planta Urbana , con terrenos destinados a la plaza, escuela y edificios públicos y en las quintas, lugar para escuela, cementerio y dos chacras para servicios municipales y policía. El agrimensor Landoni comienza la división y subdivisión del campo para el nuevo centro agrícola denominado “Alberdi” a 2 km de la estación del mismo nombre de la línea del Pacífico. Loudet, apoderado de la sucesión de Diego de Alvear, protesta por la mensura aludiendo que se invadía tierras de esa pertenencia. El 28 de enero de 1890, el Departamento de Ingenieros analiza la mensura de Landoni y la encuentra correcta, haciendo la salvedad de la protesta de los herederos de Alvear. Mientras esto ocurría, la sociedad Daverede-Massey se disolvía; Massey vende su parte a su socio el 11 de junio de 1889.

### La fecha de la fundación
Luego de haber analizado el origen de la tierra, la instalación del centro agrícola Colonia Alberdi por los señores Daverede y Massey en 1889, los primeros compradores de lotes, quintas y chacras y la primera etapa de la población; la segunda venta de tierras a Juan Antonio Laurel en 1892 y de este a los señores Borsemberger y Malisier, con la instalación de ciudadanos franceses en 1894, el Departamento de Investigación Histórica señala el 29 de marzo de 1889 como fecha de fundación del centro agrícola “Alberdi”, por ser el día que se escrituraron las primeras ventas.

## Toponimia
El fundador de este pueblo, Alfredo Lumb, le dio el nombre “San Eduardo” como consta en todas las escrituraciones realizadas entre los años 1894 y 1899 y también en el plano del año 1930 firmado por el Agrimensor Alcides Rocha. La estación a cuyos lados se diagramó el pueblo fue denominada Alberdi desde un principio, en homenaje al ilustre tucumano. Este nombre, con el correr del tiempo fue absorbiendo al de “San Eduardo” dado al núcleo de población, que quedó en el olvido. “San Eduardo”; “Alberdi Nuevo”, “Pueblo de la Estación” y finalmente Juan Bautista Alberdi. El 24 de octubre de 1934, la Honorable Legislatura de la Provincia de Buenos Aires dicta la Ley N.º 4261 que en su artículo primero dice: -Desígnase con el nombre de “Juan Bautista Alberdi”, al pueblo formado en torno de la estación del Ferrocarril Pacífico, denominada “Alberdi” perteneciente al partido de Leandro N.Alem-. Esta ley fue promulgada por el Poder Ejecutivo el 29 de octubre de 1934.
El fundador de este pueblo, Alfredo Lumb, le dio el nombre “San Eduardo” como consta en todas las escrituraciones realizadas entre los años 1894 y 1899 y también en el plano del año 1930 firmado por el Agrimensor Alcides Rocha. La estación a cuyos lados se diagramó el pueblo fue denominada Alberdi desde un principio, en homenaje al ilustre tucumano. Este nombre, con el correr del tiempo fue absorbiendo al de “San Eduardo” dado al núcleo de población, que quedó en el olvido. “San Eduardo”; “Alberdi Nuevo”, “Pueblo de la Estación” y finalmente Juan Bautista Alberdi. El 24 de octubre de 1934, la Honorable Legislatura de la Provincia de Buenos Aires dicta la Ley N.º 4261 que en su artículo primero dice: -Desígnase con el nombre de “Juan Bautista Alberdi”, al pueblo formado en torno de la estación del Ferrocarril Pacífico, denominada “Alberdi” perteneciente al partido de Leandro N.Alem-. Esta ley fue promulgada por el Poder Ejecutivo el 29 de octubre de 1934. Alfredo O. Lumb dio al pueblo que fundó el nombre de su padre, Eduardo Lumb, comerciante inglés que residía en Buenos Aires.
Hasta aquí la síntesis del Informe producido en el Expediente 2405-3961/93 iniciado por el Senador Andrés Pastorino, solicitando la fecha de fundación de la localidad de Juan Bautista Alberdi, ubicada en el Partido de Leandro N.Alem y que fuera remitido al Delegado Municipal de Alberdi, señor Roberto E. Ferreira por el Jefe de Departamento Investigación Histórica y Cartográfica del Ministerio de Obras Públicas – Dirección de Geodesia- con la firma de J. Pedro Thill, fechado en La Plata, a cinco días del mes de octubre de 1993.

En la parte final del documento se expresa, reproducido finalmente:
"Según surge del estudio de la documentación original que se registra en este departamento, el pueblo de “Juan Bautista Alberdi” fue fundado con el nombre de “San Eduardo” por Alfredo Lumb, en tierras de su propiedad, ubicadas en las intermediaciones de la estación “Alberdi” del Ferrocarril de Buenos Aires al Pacífico, no existiendo constancias de que se hubiera realizado acto de fundación, ni presentado los planos del trazado para su aprobación oficial, como así tampoco se registran fechas de remate de tierras. Por ello, siendo necesario establecer una fecha de inicio de este núcleo de población, consideramos que correspondería ser la del 19 de julio de 1894 día en que se efectuó la primera escrituración de venta de un solar del pueblo, ante el Escribano Toscazo con registro en la ciudad de Lincoln a favor de Bernardino Granzella”.-

## Educación

### Guardería infantil Rayito de Sol
La Guardería Infantil “Rayito de Sol”, es una Institución de Bien Público que funciona desde el 2 de mayo de 1982.
Fue creada a partir de la necesidad de un sector carenciado de la comunidad. Desde el 1 de noviembre de 2013 en Asamblea Anual Ordinaria cuenta con nueva Comisión Directiva de la cual es el Presidente el Francisco Antonio Eseiza.

### Escuela primaria Nº3 José de San Martín
Fue creada el 10 de julio de 1901 con el número 14 del Distrito de Lincoln al que pertenecía el pueblo “San Eduardo”, hoy Juan Bautista Alberdi.
Cuando la Escuela abrió sus puertas tenía Categoría Rural y funcionaba con dos grados, 1º y 2º y 46 alumnos de ambos sexos.
Al crearse el partido de Leandro N. Alem el 28 de octubre de 1918, la Escuela 14 de Lincoln pasó a llamarse N.º 3 del nuevo Distrito; en ese momento su director: Luis T. Monferrán con los grados 1º, 2º y 3º.
En los años 1923 y 1928, se crearon los grados 5º y 6º. Y en el año 1931 se culminó con la creación total de los cursos.
Cuando se creó la escuela en 1901 funcionó en un edificio de propiedad de Antonio Santarelli.
No se ha podido determinar el lugar exacto por desconocerse su nomenclatura catastral, ni aparecen datos que ayuden a identificarlo.
Recién en marzo de 1908 la Escuela está clasificada como suburbana, funcionando en una propiedad del Enrique Magnetti, ubicada en calle Julio A. Roca entre Sarmiento y Alberdi.
En la actualidad, el edificio fue reformado para vivienda de dos familias, Nélida Santarelli viuda de Bonanni y descendientes de su hermana Feba Santarelli de Viganó.
El crecimiento de la población escolar convirtió en inadecuado el espacio de la “Escuela vieja”.
Era impostergable un local que respondiera a las exigencias de una escuela con 232 alumnos. Esta necesidad había trascendido a los habitantes de Alberdi.
Le correspondió al gobierno de la provincia levantar el edificio por no haber en el pueblo una construcción adecuada.
En enero de 1909, Alberto Larrague en su nombre y en el de Augusto Bordelois(h) y de Juan Louge, ofreció dos solares al intendente de Lincoln para la construcción de la escuela. Dichos lotes fueron usados para la construcción de la Policía y mucho después la Plazoleta de Juegos.
Finalmente, la escuela nueva se construyó en terrenos que compraron en otro sitio de la población.
La escuela se construyó en un terreno, esquina calle Sarmiento y calle Rivadavia. Contó con seis salones, dependencias administrativas, casa para el Director en el primer piso, casa para el Portero, patios de baldosas y galerías techadas, patios descubiertos, doce gabinetes sanitarios, tres depósitos, baño para los maestros, patios de tierra, molino y surtidores de agua potable.
La inauguración oficial se produjo el 22 de noviembre de 1930
Con el correr de los años y por acción conjunta de entidades Co-escolares, colaboración popular y aportes oficiales, se cumplieron cambios en el edificio; entre los más destacados que se encuentran: cierre de las galerías, construcción de un Salón de Actos, instalación y funcionamiento del Comedor Escolar usando la casa del portero, construcción de un ambiente para laboratorio y actividades afines; uso de la casa del Director para labores semejantes, remodelación de los patios, construcción de dos aulas con un pasillo, cambios de abertura, pisos de granito por los de madera, frisos de este material para aislar los muros de la humedad, nuevos gabinetes sanitarios, cambios de cielo rasos e instalación eléctrica; servicio telefónico, cancha de paddle, renovación de las primitiva ventanas, agua potable, reparación de techos y canaletas, cambio de revoque en los muros y conservación de pinturas en las dependencias.
La Escuela N.º 3 recibió el nombre de “General José de San Martín” en un acto cumplido el 1 de octubre de 1944. 
Posteriormente, en octubre de 1978 se suprime del nombre de la escuela la palabra “General”.

### Escuela Especial N° 502 Dra. Carolina Tobar García
Su primera directora fue la Nilda de Fiordelizzi, luego Telma Elida Rossi y más tarde María Rosa Gusatoni siendo Anexo de la Esc. Especial N.º 501 de Vedia.
Habiendo logrado la autonomía y ya como Esc. De Educ. Esp. N.º 502 de Juan B. Alberdi, asume la Dirección Zulema Cañete en el año 1983. A partir de 1984 lo hace Lucía del C. Beliza hasta la actualidad.
En abril de 1991, se implementa por P.O.F el cargo de vicedirectora y es asumido por María de los Angeles Monasterio de Ruiz, quien lo desempeña hasta el día de la fecha.
A comienzos de junio de 1972 se conforma el Centro Alberdi de Amigos de la Escuela N.º 501 de Enseñanza Diferenciada para poder brindar transporte a alumnos con necesidades educativas especiales hacia Vedia; el vehículo y el chofer son costeados por el aporte comunitario hasta abril de 1975 cuando se crea Anexo Escuela Diferenciada N.º 501 de Vedia, con sede en el local de la Sociedad Italiana de una B. Alberdi (hoy “Bar de Amigos”); el alquiler del local y el personal auxiliar son pagados por el Centro Alberdi de Amigos de la Escuela N.º 501 de Enseñanza Diferenciada. En mayo de 1975 compra el edificio en donde hoy funciona la Escuela; con la colaboración de las entidades locales y aportes particulares se equipa la Escuela y se mantiene el servicio del comedor.
En el transcurso 1975-1982 se compran tres terrenos lindantes a la Escuela con aportes de la comunidad, además en marzo de 1979 se compra un vehículo para el traslado de alumnos.
En diciembre de 1982 se logra la autonomía y es creada la Escuela de Educación Especial N.º 502 de Juan B. Alberdi, junto al inicio de actividades en marzo de 1983 se crea la Asociación Cooperadora de la Escuela de Educación Especial N.º 502 de Juan B. Alberdi, que se encarga de aportar fondos para el funcionamiento de la entidad(mantenimiento del vehículo, pago del chofer y personal auxiliar, mantenimiento de comedor, acondicionamiento edilicio y hasta la construcción de un aula).
En julio de 1987 se crean los talleres del área laboral con Confecciones y Construcciones; recién a fines de ese año se crea el cargo de portera que hasta ese momento había sido pagado por la Asociación Cooperadora.
En julio de 1991 la Asociación Cooperadora compra la primera parte de una estructura parabólica para el SUM del establecimiento y que años después se completa, siempre con fondos obtenidos por el aporte local.
En 1993 la Asociación Cooperadora gestiona, administra y construye el sector de comedor con aportes propios y de la Fundación Banco Provincia de Bs.As.
Entre 1996-1997 la Escuela recibe de la DGC y E un vehículo, el pago del chofer y la construcción de dos aulas, las que se agregaron a otras tres ejecutadas anteriormente mediante el sistema de consorcio.
Hacia 1998 la Asociación Cooperadora compra un nuevo terreno lindero a los demás, que como todos los inmuebles adquiridos son donados a la Administración Provincial.
Debe aclararse que la Escuela de Educación Especial N.º 502 de Juan B. Alberdi por medio de su personal, alumnos y Asociación Cooperadora ha participado en todos los emprendimientos locales, aportando y siendo favorecida por la acción comunitaria de esta localidad.

### Escuela Media N.º 2 Juan Bautista Alberdi
El 18 de septiembre de 1954, en el Cine Teatro Español, se realiza la Asamblea Convocatoria para la creación de un colegio Secundario por iniciativa y gestión de un presbítero Rúben Alcides Rodaro; que desarrolla una serie de esquemas que justifican la inquietud de solucionar el problema de los alumnos que egresan de la Escuela Primaria.
Como consecuencia de dicha asamblea el 18 de octubre del mismo año se formaliza la primera Comisión “Amigos del Colegio Secundario” cuyo objetivo principal era reunir fondos para solventar la acción educacional e instructiva, arbitrar los medios necesarios para dotar a la comunidad educativa del local acorde a sus necesidades.
Paralelamente a esta comisión se constituye la Comisión Técnica el 9 de octubre de 1954 que tendría a su cargo la organización pedagógica y administrativa de dicha institución. El Padre Rodaro convocó a un grupo de profesionales y docentes de la localidad, quienes desinteresadamente se comprometieron para cubrir las horas cátedras; eligiéndose por unanimidad al Padre Rodaro como Director del Colegio a organizarse.
El primer grupo de profesores que trabajó durante dos años ad-honoren estuvo integrado de la siguiente forma: Fernando Andrés Razetto, Ester Beatriz Perviú, Etelvina Jove de Razetto, Dr. Ceferino Corral, Margaita Clark, Lilián Angela Cabezas, Elsa Anita Foorner de Ataún, Alicia Dora Rizzardi, Cecilia Catalina Chiappe, Estela Amelia Bello, Ing. Augusto Bordelois, Hilda Judith Lodigiani, Susana Guastoni, Pierina Piumassi, Wall Gris.
El 16 de febrero de 1955 la Comisión Técnica resuelve iniciar la inscripción de alumnos en el estudio del Dr. Ceferino Corral, tarea que estuvo a cargo de Diosma Teresa de Ohyamburu, quien posteriormente fue Secretaria de la Institución.
La Comisión Técnica acuerda el programa para el Acto Inaugural, dispuesto para el viernes 1º de abril de 1955, fecha en que da comienzo al ciclo lectivo, funcionando en el local de la calle San Martín N.º 83, cedido por Ramón Rizzardi, propiedad de la señora Amalia Prida de Roulier.
Después del Acto de Apertura, considerando haber logrado los objetivos propuestos, la Comisión Técnica se da baja el 5 de abril de 1955 y el 22 de junio, del mismo año con gran pesar, la comunidad de Alberdi, toma conocimiento de la renuncia del Padre Rodaro, que por haber estado detenido en la Comisaría local por más de treinta horas no se consideraba digno de continuar con esa prestigiosa labor, manifestando que “su presencia de sacerdote no debía interferir de manera alguna en el éxito del Colegio”.
En su reemplazo se desempeñó a cargo de la Dirección, siendo su función base de la secretaria, Diosma Teresa Ohyamburu, hasta que el personal docente y la comisión le ofrecen el cargo a Pedro Francisco Etcheto, director de la Escuela Primaria N.º 3 ”José de San Martín”, quien aceptó y asumió el 12 de septiembre de 1955.
En el año 1960 se logró la incorporación, pasando desde entonces a denominarse “Instituto Juan Bautista Alberdi - 191”; incorporado a la Enseñanza Oficial dependiente de la Superintendencia Nacional de Establecimientos Privados, S.N.E.P.; lo que significó la autonomía de cualquier otro Establecimiento Oficial.
En este mismo año se recibe el primer grupo de bachilleres, abandonando las aulas los primeros cinco alumnos que integraron el reducido pero entusiasta y perseverante quinto año. Ellos fueron Roberto Actón, Jorge Arrizabalaga, Nora Ester Bullota, Raúl Crespo y Lidia Nilda Fernández.
El 3 de octubre de 1979. se transforma el Instituto Privado en Escuela de Educación Media N.º 2 “Juan Bautista Alberdi” dependiente de la Provincia de Buenos Aires donado sus bienes al Estado, entre ellos el terreno donde en una parte de él se construyó el Jardín de Infantes N.º 906 “Manuel Belgrano”.

### Escuela Primaria N.º 22 Diosma Villarino de Oyhamburu
La Escuela N.º 22 “Diosma Villarino de Oyhamburu”, urbana de tercera categoría, ubicada en el Barrio La Pastoril, periferia de la localidad de Juan B. Alberdi, fue creada el 2 de agosto de 1989.
Las causas que motivaron su creación:
- Elevada matrícula en la única Escuela urbana de la localidad, Escuela N.º 3, no existiendo hasta el momento posibilidades de ampliación.
- Posibilidad de ofrecer a las familias que habitanban en el Barrio FONAVI, recientemente creado, una institución educativa más accesible en lo referente a distancia.
El Proyecto de Creación se llevó a cabo a través de la conformación de una comisión Pro-Creación que resultó de la convocatoria a vecinos del barrio y al resto de la comunidad.
Esta Comisión tuvo a cargo el desarrollo de todas las instancias y requisitos necesarios (desde el correspondiente censo de la población hasta la elección del edificio a utilizar) para la creación de la Institución.
El accionar de la Comisión fue avalado oportunamente por la gestión del Diputado Provincial Dr. Carlos Miguel Díaz.
En el año 1993 a raíz de la visita del Inspector de Infraestructura del D.G.C. y E. Rodolfo A. Flores, se elaboró un Proyecto de Refacción y Ampliación bajo N.º 1472/93, 545/94 y 632, que constaba de cinco etapas. En el mismo se contemplaba el acondicionamiento total del edificio, adecuándolo lo convenientemente a las funciones que en él se desempeñan.
Dicho proyecto comenzó a ejecutarse en el año 1996 y finalizó en 1999.
Contaba con una matrícula de 79 alumnos.
Tenía como Directora con grado a cargo(3º) a María de los Ángeles Cardone.
En áreas (4º,5º,6º y 7º grados) a los docentes Fabiana Banfi, Viviana Agiorama y Graciela Vicente de Cardacci.
1º y 2º grados: Leticia Lehmann de Simal.
Profesor de Educación Física: Fernando Cafa.
Ayudante de cocina: Isabel Ferreira de Anchava.
Auxiliar: Elida Arce de Oppende.
Presidente de Asociación Cooperadora: Oscar Corbalán.
En la actualidad cuenta con una matrícula de 36 alumnos, funcionando el servicio en su único turno de 8 a 12.

### Centro de Educación de Adultos N.º 701 Almafuerte
Este Centro es una extensión del Centro de Educación de Adultos Almafuerte de Vedia, con sede en calle Rivadavia.
El Centro de Educación de Adultos comenzó a funcionar en el año 1968 (aproximadamente, según lo manifestó por la señora Alicia Rizzardi).
Comenzó a funcionar como Centro de Adultos N.º 703 en horario vespertino, a cargo de la dicente antes mencionada.
El objetivo de este Centro era facilitar, a quienes no habían cumplido el ciclo primario, la oportunidad de obtener el diploma exigido para acceder a puestos de trabajo, beneficiando así a los afectados por las distancias a la escuela o a la imperiosa necesidad de abandonar las aulas por trabajar.
En este Centro se desempeñaron las docentes: Susana Cohere, Elvira Lidia Vai, Mirta Molina, María de los Angeles Monasterio, Marisa Cosentino, Nora Junco, Estela Acton, Mirata Perviu.
En el año 1995 el equipo de Orientación Escolar de la Escuela Media realizó con la colaboración de los alumnos del último curso, un Censo en la planta urbana y suburbana para establecer el nivel educacional de los habitantes. Las cifras de desertores primarios resultaron llamativas.
Con la participación de la Asistente Social Cristina Jáuregui, la Orientadora Educacional Selva Ibáñez y la gestión de la directora de la Escuela Media N.º 2 Miriam Ildarras, está funcionando el Centro de Adultos, anexo del de Vedia, del que egresaron ya 16 alumnos en 1997.
El número de inscriptos permite suponer que se concrete la idea de darle autonomía que asegura su continuidad.
A partir de este año, funciona en horario vespertino, tres día a la semana en las instalaciones del CIC. En la actualidad cuenta con un maestro titular.

### Centro de Atención Temprana del Desarrollo Infantil N.º 572
El CEAT N.º 572 inaugurado en el año 1993, funciona desde hace solo un año en su edificio propio en el predio de la Unidad Sanitaria local, sito en calle Quintana 287 de Juan B. Alberdi. 
El CEAT atiende a niños de 0 a 3 años, provenientes de la localidad y su zona de influencia: Iriarte, Germania, San Gregorio y la zona rural.
Se ofrece el servicio en Sede y en las Extensiones de Guardería y Colonia Alberdi.

## Institucional

### Unidad Sanitaria
Fue fundada por el Dr. Pablo R. Groupierre que fue el primer director fallecido en 1929 a los 35 de edad.
Se desempeñó como primera enfermera Adoración Pérez de Comerón, durante 15 años lo hizo Virginia Méndez de Gizzi sucediéndola Onelia Acebes, Ester Angela Tolosa (10 años ad-honorem) y Anita Ferreyra.
En la parte administrativa colaboró por muchos años Raúl Crespo.
En 1984 y poco tiempo después de su fallecimiento se impuso el nombre Dr. Alfredo Ignacio Urricariet a la Sala de partos cuando fue ampliada.

### Biblioteca Popular Domingo Faustino Sarmiento
En el pueblo de Santa Eleodora, Partido de General Villegas, de la provincia de Buenos Aires, el 20 de agosto de 1916, se reunieron en el local de la escuela, diez vecinos con el fin de fundar una Biblioteca Popular que se denominó “Biblioteca Popular Domingo Faustino Sarmiento”.
Se formó la Comisión Directiva, la que se comunicó con la Comisión Nacional de Bibliotecas Populares (CONABIP) para dar aviso de su fundación y solicitar material.
En el año 1917, por no tener vida en Santa Eleodora la biblioteca es trasladada por intermedio de la Comisión Nacional de Bibliotecas Populares al pueblo de Juan Bautista Alberdi, entonces partido de Lincoln de la provincia de Buenos Aires, actualmente Partido de Leandro N. Alem, el pedido fue realizado por Idelfonso Monasterio (socio fundador).
En Juan Bautista Alberdi a los veintiocho días del mes de junio de 1917 reunidos en el local de “La Fraternidad” y “Federación Obrera Ferrocarrilera”, los socios y demás ciudadanos bajo la presidencia de  A. Francese declaran abierta la sesión de la primera Asamblea General. En la misma se constituyó la Comisión Directiva fundadora formada así: Pedro Blumetti(presidente), Jesús Gallego(secretario), B. Scalabrini(tesorero), Martín García(bibliotecario) y Victor Laforest, A. Francese, Jesús Martínez, Juan Larroza(vocales).
Se da apertura a la Biblioteca el 1 de julio de 1917, funcionando en el local de la “Fraternidad” y “Federación Obrera Ferrocarrilera”, en casa de Enrique Santarelli, hasta que en el año 1958 se traslada al local de Emilio Lernoud 246, donde funcionó por muchos años.
Posteriormente se muda a la calle Luis E. Motta y luego al edificio del Comité Conservador en calle Moreno 153. Tiempo después y luego de estar varios años cerrada, se realiza la reapertura en ese mismo local, donado por el hijo del Dr. Alfredo Urricarriet.
En la actualidad funciona en un edificio propio sito en calle Quintana s/n, en el que había funcionado un aula construida por la Escuela de Educación Media en el predio que era propiedad de esta institución y mejorado con el aporte de los socios y donaciones de la comunidad.
La Biblioteca posee Personería Jurídica otorgada por la Prov. de Buenos Aires con fecha 17-02-1997, cuenta ahora con 8000 ejemplares, 300 socios y es visitada por 2000 usuarios semestralmente.

### Culto Católico
En el local de la Sociedad Italiana “Roma”, el 30 de septiembre de 1927 se reunieron catorce vecinos respondiendo a una invitación de Alberto Lernoud, quien aclaró a los presentes el motivo de la convocatoria: la necesidad de una Iglesia Católica en Alberdi y, creyendo interpretar el pensamiento general, solicitó el acuerdo de los presentes.
Obteniendo éste se constituyó una Comisión Pro-Templo.
El 3 de octubre se reunieron nuevamente y se resolvió estudiar y aprobar el plano del Proyecto de Iglesia para pueblo de campo realizado por el Arquitecto Carlos Massa. Se llamó a licitación para la construcción, fue aceptada la propuesta de Fernando Blumetti.
El ritmo de trabajo fue intenso –Ya se habían levantado las paredes y cuando se iniciaba el trabajo de techar el ábside, Blumetti preparó la piedra fundamental que fue depositada en sencilla ceremonia, bajo el piso, el 9 de febrero de 1928. El acta que se colocó en un frasco con tapa esmerilada estuvo escrita por Diosma Villarino de Oyhamburu.
El altar fue encargado a Génova, Italia, a la casa de Federico Ortelli. Lo despacharon en ocho cajones y estaba formado por 85 piezas, de las que llegaron algunas quebradas, que fueron repuestas por estar aseguradas por la firma Brandeis y Lafage. El vapor Principessa María entró en el puerto de Buenos Aires con su carga el 18 de abril de 1928.
La cruz y otros trabajos de carpintería metálica se hicieron en el taller de Vicente Bullotta y los bancos salieron de las manos de Julio Vecchiola y de Antonio Ferrante, que se presentaron por separado. El modelo de los bancos, con algunas simplificaciones fue enviado por Molinari, Mochelotti y Cía., de La Plata, con el que habían fabricado los encargados para el Seminario Menor de esa ciudad.
Muchos fueron los que trabajaron junto a Lernoud, sin duda persona de extraordinaria gravitación en la obra por su tesón, relaciones y profunda fe en el éxito de la tarea emprendida.
Su visión de futuro es evidente: al estar obligado por su actividad a frecuentes viajes a Buenos Aires y alejarse de Alberdi, encargó a Faustino García que tomase dos o más fotografías cada quince días, para apreciar la marcha de la construcción.
Este hecho ha permitido poseer una documentación poco común en la historia de un edificio: la imagen del crecimiento de los muros desde sus cimientos hasta la inauguración.
La construcción del Templo fue financiada por varias familias que cubrieron casi el 80% de la obra y el resto se completó con el aporte de tanta gente de buena voluntad que quisieron ser partícipes de un proyecto por todos aplaudido.
En menos de once meses la Iglesia estuvo terminada e inaugurada el 15 de agosto de 1928.

### Bomberos Voluntarios Alberdi
A mediados de 1995 y visto algunos siniestros ocurridos, por iniciativa del entonces concejal Martín Humberto Maliandi, se reúne un grupo de personas para tratar de crear los Bomberos de Juan B. Alberdi.
Se realizan un par de reuniones en la Secretaría del Foot Ball Club Matienzo, en donde concurren no más de diez personas entre las que se encontraban el nombrado Maliandi, Oscar Pérez, Antonio López, Jorge Douat, Ricardo Maniago, Carlos Fraile, Lucas Muñoa, Oscar Solanille, Carlos Enrico. Todos coincidieron en la conveniencia de tener un Cuerpo de Bomberos propio en el pueblo, dado que cuando se necesita por alguna emergencia se llamaba a Vedia, pero por razones lógicas de distancia, la demora en su arribo era mucha, si se comparaba con la premura que se los necesitaba.
En las siguientes reuniones se analizó con que medios se contaría y se vio la posibilidad de rescatar el carro de agua y bomba que era de propiedad de la Cooperativa Agropecuaria "La Colonia", que se encontraba en el patio de la subcomisaría local. Se delega gente para hablar con el Delegado Municipal Roberto Ferreira, el Intendente Municipal Marcelo Rossi y con el Diputado Carlos M. Diaz.
Se decide invitar y adherirse a esta iniciativa a gente del pueblo, y dado el entusiasmo que generó, se realiza la primera Asamblea. Esta se lleva a cabo en agosto del mismo año, en la casa de quien a posteriori se convertiría en la primera Presidente de la Asociación, Anatilde Rut Rodríguez de Torno, quedando conformada la primera Comisión de la ASOCIACIÓN DE BOMBEROS VOLUNTARIOS DE JUAN B. ALBERDI.
En el mismo acto se anotaron como aspirantes a Bomberos Voluntarios muchísimas personas, constando sus nombres en la primera acta. De ellos quedaron en el Cuerpo activo actualmente Patricia Caminos, Antonio López, Mauro Pichini, Germán Corsico, Jorge Douat, Eduardo Guzmán, Roberto Calvo y Juan Carlos Presutti.
El 29 de agosto de 1995, se nombra en forma interina a cargo del Cuerpo como Jefe al aspirante a bombero Antonio López, y como segundo jefe al aspirante Eduardo Guzmán, quedando por Acta N.º 6 integrado el Cuerpo Activo con los aludidos aspirantes más Conrado Ureta, Carlos Milich, Diego Leonelli, Jorge José Douat, Carlos Presutti, Martín Torno y Roberto Leonelli.
Se asume el compromiso de seguir reclutando jóvenes de la localidad, a fin de lograr un número entre 15 y 20 aspirantes. A los pocos meses y mediante Acta N.º 12 se da el alta a los aspirantes Fernando Allegue, Mauro Velásquez, Javier Suárez y Edgardo Leonelli.
Las primeras reuniones se realizaban en la casa de Negra Torno y en el local de la Cámara de Comercio cedido gentilmente.
Mientras comenzaron los trámites para lograr la Personería Jurídica, se alquila en calle Luis E. Motta un galpón de propiedad de la familia Mendes, para que funcionara el Cuartel.
Antes de su inauguración se consigue en comodato el inmueble perteneciente a la firma Grisolía de la ciudad de Rosario, que luego se adquiere y hoy está plantado el Cuartel de la Asociación.

## Parroquias de la Iglesia católica
| Arquidiócesis | Mercedes-Luján        |
| ------------- | --------------------- |
| Parroquia     | Inmaculada Concepción |